# 1. Fußball-Club Saarbrücken 1962-1963
Questa voce raccoglie le informazioni riguardanti il 1. Fußball-Club Saarbrücken nelle competizioni ufficiali della stagione 1962-1963.

## Stagione
Nella stagione 1962-1963 il Saarbrücken, allenato da Helmuth Johannsen, concluse il campionato di Oberliga sudovest al 5º posto. In Coppa di Germania il Saarbrücken fu eliminato ai quarti dall'Amburgo. Fu ammesso alla Bundesliga 1963-1964.

## Rosa
| N. |                     | Ruolo | Calciatore          |
| -- | ------------------- | ----- | ------------------- |
|    | Germania (bandiera) | P     | Volker Danner       |
|    | Germania (bandiera) | P     | Dieter Haßdenteufel |
|    | Germania (bandiera) | D     | Klaus Fritzinger    |
|    | Germania (bandiera) | D     | Hans-Günter Grund   |
|    | Germania (bandiera) | D     | Werner Hesse        |
|    | Germania (bandiera) | D     | Albert Port         |
|    | Germania (bandiera) | D     | Werner Prauss       |
|    | Germania (bandiera) | D     | Horst Remark        |
|    | Germania (bandiera) | D     | Erich Rohe          |

| N. |                     | Ruolo | Calciatore          |
| -- | ------------------- | ----- | ------------------- |
|    | Germania (bandiera) | D     | Wolfgang Schwierzke |
|    | Germania (bandiera) | C     | Hans-Dieter Diehl   |
|    | Germania (bandiera) | C     | Manfred Klein       |
|    | Germania (bandiera) | A     | Dieter Krafczyk     |
|    | Germania (bandiera) | A     | Erich Maas          |
|    | Germania (bandiera) | A     | Karl Meng           |
|    | Germania (bandiera) | A     | Friedel Reuther     |
|    | Germania (bandiera) | A     | Rainer Schönwälder  |
|    | Germania (bandiera) | A     | Heinz Vollmar       |

## Organigramma societario
Area tecnica
- Allenatore: Helmuth Johannsen
- Allenatore in seconda:
- Preparatore dei portieri:
- Preparatori atletici:
- Analisi video:

## Calciomercato

### Sessione estiva
| Acquisti | Acquisti        | Acquisti         | Acquisti |
| R.       | Nome            | da               | Modalità |
| -------- | --------------- | ---------------- | -------- |
| C        | Manfred Klein   | Waldhof Mannheim |          |
| A        | Dieter Krafczyk | Holstein Kiel    |          |
| A        | Friedel Reuther | Oppau            |          |

| Cessioni | Cessioni        | Cessioni                    | Cessioni |
| R.       | Nome            | a                           | Modalità |
| -------- | --------------- | --------------------------- | -------- |
| A        | Pit Krieger     | Chicago Hansa               |          |
| P        | Helmut Maklicza | Waldhof Mannheim            |          |
| A        | Horst Thiel     | Sportfreunde 05 Saarbrücken |          |

## Risultati

### Oberliga sudovest

#### Girone di andata
| Kaiserslautern 19 agosto 1962 1ª giornata | VfR K'lautern | 0 – 0 referto | Saarbrücken | Stadion Erbsenberg (3 000 spett.)\| Arbitro: \| Treiber \| |
| Arbitro:                                  | Treiber       |               |             |                                                            |

| Arbitro: | Hager |

|             |           |  |
| Vollmar 55’ | Marcatori |  |

| Arbitro: | Olk |

|                                                 |           |                                                                          |
| Bambach 14’ Gutermann 36’ Wittemaier 63’ (rig.) | Marcatori | 2’ Krafczyk 4’, 56’ Meng 71’ Diehl 79’ (rig.) Schwierzke 81’ Schönwälder |

| Arbitro: | Hahn |

|                                                         |           |             |
| Diehl 35’, 62’ Krafczyk 70’ Vollmar 79’ Schönwälder 86’ | Marcatori | 88’ Neurohr |

| Arbitro: | Deuschel |

|                            |           |                             |
| Leist 37’ (rig.) Kuntz 65’ | Marcatori | 26’ Reuther 63’ Schönwälder |

| Arbitro: | Jedele |

|                                  |           |                           |
| Krafczyk 4’, 28’ Schönwälder 42’ | Marcatori | 14’ Schieber 86’ Herrmann |

| Arbitro: | Fritz |

|                                       |           |           |
| Krafczyk 59’ Schwierzke 67’ Diehl 70’ | Marcatori | 90’ Fuchs |

| Arbitro: | Klees |

|           |           |                   |
| Gogel 68’ | Marcatori | 49’, 84’ Krafczyk |

| Arbitro: | Sparring |

|                          |           |                                      |
| Krafczyk 34’, 84’ (rig.) | Marcatori | 17’, 70’ Straus 55’ Klaus 63’ Braner |

| Arbitro: | Fritz |

|                                              |           |                         |
| Krafczyk 5’, 65’ Schwierzke 7’, 41’ Port 60’ | Marcatori | 70’ II 86’ (aut.) Klein |

| Arbitro: | Weber |

|  |           |                                 |
|  | Marcatori | 20’ (rig.) Vollmar 50’ Krafczyk |

| Arbitro: | Fritz |

|                 |           |                |
| Schönwälder 60’ | Marcatori | 86’ Kapitulski |

| Arbitro: | Ott |

|                                                |           |                            |
| Feldmüller 20’ Richter 49’, 53’, 67’ Meier 87’ | Marcatori | 17’ Vollmar 75’ Schwierzke |

| Arbitro: | Spinnler |

|          |           |                                         |
| Trapp 7’ | Marcatori | 60’ Klein 80’ Schönwälder 83’, 88’ Maas |

| Arbitro: | Deuschel |

|                                            |           |  |
| Krafczyk 27’, 29’, 62’ Maas 55’ Remark 80’ | Marcatori |  |

#### Girone di ritorno
| Arbitro: | Olk |

|                                           |           |                 |
| Krafczyk 10’, 82’ Schwierzke 18’ Maas 38’ | Marcatori | 64’, 89’ Göttel |

| Arbitro: | Bender |

|  |           |                                                          |
|  | Marcatori | 18’ Meng 48’, 80’ Krafczyk 64’, 86’ Maas 74’ Schönwälder |

| Arbitro: | Henmann |

|                                                           |           |           |
| Schwierzke 8’, 30’ Krafczyk 25’, 40’, 72’ Schönwälder 67’ | Marcatori | 76’ Mätze |

| Arbitro: | Schäffer |

|                 |           |           |
| Schönwälder 27’ | Marcatori | 90’ Kuntz |

| Arbitro: | Schäffer |

|                  |           |  |
| Klein 18’ (aut.) | Marcatori |  |

| Arbitro: | Rodenhausen |

|                      |           |              |
| Zimmer 86’ Fuchs 88’ | Marcatori | 70’ Krafczyk |

| Arbitro: | Weber |

|                                              |           |  |
| Remark 34’ Vollmar 42’ Maas 57’ Krafczyk 88’ | Marcatori |  |

| Worms 17 febbraio 1963 23ª giornata | Wormatia Worms | 0 – 0 referto | Saarbrücken | Wormatia-Stadion (8 000 spett.)\| Arbitro: \| Meißner \| |
| Arbitro:                            | Meißner        |               |             |                                                          |

| Arbitro: | Roth |

|          |           |                                        |
| Betz 25’ | Marcatori | 17’ Krafczyk 50’ Vollmar 53’, 57’ Maas |

| Arbitro: | Bien |

|                                   |           |  |
| Pollert 29’ Hölzenbein 32’ (rig.) | Marcatori |  |

| Arbitro: | Ott |

|                                    |           |                          |
| Krafczyk 46’ Schwierzke 69’ (rig.) | Marcatori | 57’ (rig.) I 78’ Wingert |

| Arbitro: | Spinnler |

|                                           |           |                 |
| Hohmann 52’ Diehl 57’ (aut.) Weishaar 84’ | Marcatori | 30’ Schönwälder |

| Arbitro: | Ott |

|                |           |                            |
| Schwierzke 67’ | Marcatori | 42’ Reitgassl 82’ Gawletta |

| Arbitro: | Bregenzer |

|  |           |                         |
|  | Marcatori | 2’ Schönwälder 80’ Meng |

| Arbitro: | Hahn |

|                                             |           |          |
| Krafczyk 41’, 70’, 87’ Schönwälder 75’, 78’ | Marcatori | 3’ Trapp |

### Coppa di Germania
| Arbitro: | Wieser |

|                               |           |  |
| Port 68’ Schönwälder 73’, 83’ | Marcatori |  |

| Arbitro: | Schmidt |

|            |           |  |
| Seeler 15’ | Marcatori |  |

## Statistiche

### Statistiche di squadra
| Competizione      | Punti | In casa | In casa | In casa | In casa | In casa | In casa | In trasferta | In trasferta | In trasferta | In trasferta | In trasferta | In trasferta | Totale | Totale | Totale | Totale | Totale | Totale | DR  |
| Competizione      | Punti | G       | V       | N       | P       | Gf      | Gs      | G            | V            | N            | P            | Gf           | Gs           | G      | V      | N      | P      | Gf     | Gs     | DR  |
| ----------------- | ----- | ------- | ------- | ------- | ------- | ------- | ------- | ------------ | ------------ | ------------ | ------------ | ------------ | ------------ | ------ | ------ | ------ | ------ | ------ | ------ | --- |
| Oberliga sudovest | 40    | 15      | 10      | 3       | 2       | 48      | 20      | 15           | 7            | 3            | 5            | 32           | 21           | 30     | 17     | 6      | 7      | 80     | 41     | +39 |
| Coppa di Germania | -     | 1       | 1       | 0       | 0       | 3       | 0       | 1            | 0            | 0            | 1            | 0            | 1            | 2      | 1      | 0      | 1      | 3      | 1      | +2  |
| Totale            | 40    | 16      | 11      | 3       | 2       | 51      | 20      | 16           | 7            | 3            | 6            | 32           | 22           | 32     | 18     | 6      | 8      | 83     | 42     | +41 |

### Andamento in campionato
| Giornata  | 1 | 2 | 3 | 4 | 5 | 6 | 7 | 8 | 9 | 10 | 11 | 12 | 13 | 14 | 15 | 16 | 17 | 18 | 19 | 20 | 21 | 22 | 23 | 24 | 25 | 26 | 27 | 28 | 29 | 30 |
| --------- | - | - | - | - | - | - | - | - | - | -- | -- | -- | -- | -- | -- | -- | -- | -- | -- | -- | -- | -- | -- | -- | -- | -- | -- | -- | -- | -- |
| Luogo     | T | C | T | C | T | C | C | T | C | C  | T  | C  | T  | T  | C  | C  | T  | C  | C  | T  | T  | C  | T  | T  | T  | C  | T  | C  | T  | C  |
| Risultato | N | V | V | V | N | V | V | V | P | V  | V  | N  | P  | V  | V  | V  | V  | V  | N  | P  | P  | V  | N  | V  | P  | N  | P  | P  | V  | V  |
| Posizione | 8 | 5 | 4 | 2 | 2 | 1 | 1 | 1 | 2 | 1  | 1  | 1  | 4  | 3  | 1  | 1  | 1  | 1  | 1  | 3  | 3  | 3  | 3  | 3  | 3  | 3  | 4  | 5  | 5  | 5  |

Legenda:

Luogo: C = Casa; T = Trasferta. Risultato: V = Vittoria; N = Pareggio; P = Sconfitta.

### Statistiche dei giocatori
| Giocatore       | Oberliga sudovest | Oberliga sudovest | Oberliga sudovest | Oberliga sudovest | Coppa di Germania | Coppa di Germania | Coppa di Germania | Coppa di Germania | Totale   | Totale | Totale      | Totale     |
| Giocatore       | Presenze          | Reti              | Ammonizioni       | Espulsioni        | Presenze          | Reti              | Ammonizioni       | Espulsioni        | Presenze | Reti   | Ammonizioni | Espulsioni |
| --------------- | ----------------- | ----------------- | ----------------- | ----------------- | ----------------- | ----------------- | ----------------- | ----------------- | -------- | ------ | ----------- | ---------- |
| V. Danner       | 22                | 0                 | 0                 | 0                 | 2                 | 0                 | 0                 | 0                 | 24       | 0      | 0           | 0          |
| H. Diehl        | 20                | 4                 | 0                 | 0                 | 2                 | 0                 | 0                 | 0                 | 22       | 4      | 0           | 0          |
| K. Fritzinger   | 1                 | 0                 | 0                 | 0                 | 0                 | 0                 | 0                 | 0                 | 1        | 0      | 0           | 0          |
| H. Grund        | 4                 | 0                 | 0                 | 0                 | 1                 | 0                 | 0                 | 0                 | 5        | 0      | 0           | 0          |
| D. Haßdenteufel | 8                 | 0                 | 0                 | 0                 | 0                 | 0                 | 0                 | 0                 | 8        | 0      | 0           | 0          |
| W. Hesse        | 27                | 0                 | 0                 | 0                 | 0                 | 0                 | 0                 | 0                 | 27       | 0      | 0           | 0          |
| W. Hölzenbein   | 0                 | 0                 | 0                 | 0                 | 0                 | 0                 | 0                 | 0                 | 0        | 0      | 0           | 0          |
| M. Klein        | 28                | 1                 | 0                 | 0                 | 2                 | 0                 | 0                 | 0                 | 30       | 1      | 0           | 0          |
| D. Krafczyk     | 28                | 29                | 0                 | 0                 | 1                 | 0                 | 0                 | 0                 | 29       | 29     | 0           | 0          |
| E. Maas         | 23                | 9                 | 0                 | 0                 | 1                 | 0                 | 0                 | 0                 | 24       | 9      | 0           | 0          |
| K. Meng         | 14                | 4                 | 0                 | 0                 | 2                 | 0                 | 0                 | 0                 | 16       | 4      | 0           | 0          |
| A. Port         | 13                | 1                 | 0                 | 0                 | 1                 | 1                 | 0                 | 0                 | 14       | 2      | 0           | 0          |
| W. Prauss       | 0                 | 0                 | 0                 | 0                 | 0                 | 0                 | 0                 | 0                 | 0        | 0      | 0           | 0          |
| H. Remark       | 21                | 2                 | 0                 | 0                 | 1                 | 0                 | 0                 | 0                 | 22       | 2      | 0           | 0          |
| F. Reuther      | 16                | 1                 | 0                 | 0                 | 2                 | 0                 | 0                 | 0                 | 18       | 1      | 0           | 0          |
| W. Rinas        | 0                 | 0                 | 0                 | 0                 | 1                 | 0                 | 0                 | 0                 | 1        | 0      | 0           | 0          |
| E. Rohe         | 26                | 0                 | 0                 | 0                 | 2                 | 0                 | 0                 | 0                 | 28       | 0      | 0           | 0          |
| W. Schwierzke   | 30                | 10                | 0                 | 0                 | 0                 | 0                 | 0                 | 0                 | 30       | 10     | 0           | 0          |
| R. Schönwälder  | 27                | 13                | 0                 | 0                 | 1                 | 2                 | 0                 | 0                 | 28       | 15     | 0           | 0          |
| H. Steinmann    | 0                 | 0                 | 0                 | 0                 | 1                 | 0                 | 0                 | 0                 | 1        | 0      | 0           | 0          |
| H. Vollmar      | 22                | 6                 | 0                 | 0                 | 2                 | 0                 | 0                 | 0                 | 24       | 6      | 0           | 0          |